# 袁和平
袁和平（英語：Yuen Woo Ping，1945年8月24日—），人稱八爺，香港著名電影動作指導、導演，是香港動作電影其中一個最成功和具影響力的人。與元華、成龍及洪金寶等同為于占元之徒，藝名元慶，但并不属于「七小福」成員之一。六度獲得香港電影金像獎最佳動作設計，2016年获得第十届亚洲电影大奖颁发的终身成就奖。

## 背景
出生於武術世家的袁和平，父親是電影史上首位武指袁小田，自幼便與自家兄弟（袁祥仁、袁信義等）同父親習武。袁和平在1958年畢業於九龍窩打老道1號文德中學（小學部），二十歲時開始擔任電影中的龍套演員及武師。他在25歲時，在電影《瘋狂殺手》第一次當上了武術指導。在1978年，袁和平在吳思遠的提攜下開始導演工作，這一年便拍攝了《蛇形刁手》與《醉拳》兩部功夫喜劇，在當時受到了廣大的歡迎。
袁和平和其弟弟袁信義、袁祥仁、袁日初、袁振洋及一班武師合組「袁家班」，與劉家良的「劉家班」、洪金寶的「洪家班」、成龍的「成家班」、唐佳的「唐家班」等，成為香港電影的主要武術指導及武師的重要支柱，而他的弟弟們亦各自發展，成為演員、導演及武術指導。
他是功夫巨星甄子丹其中的一位師傅。

## 「八爺」的由來
袁和平並非排行第八，其外號「八爺」源自他的兄弟們取笑他為人囉唆，像個老人家，稱他為「伯爺」（舊式粵語，指男性的「老人家」，「爺」在這裡變調唸陰平聲），後來以訛傳訛，一音之轉，變成「八爺」。
袁和平在接受香港雜誌《忽然一周》第757期訪問時表示，自己性格沉默，並不囉唆，只因當年他圈中有八位結拜兄弟，他自己排行第八，故人稱「八爺」。

## 作品

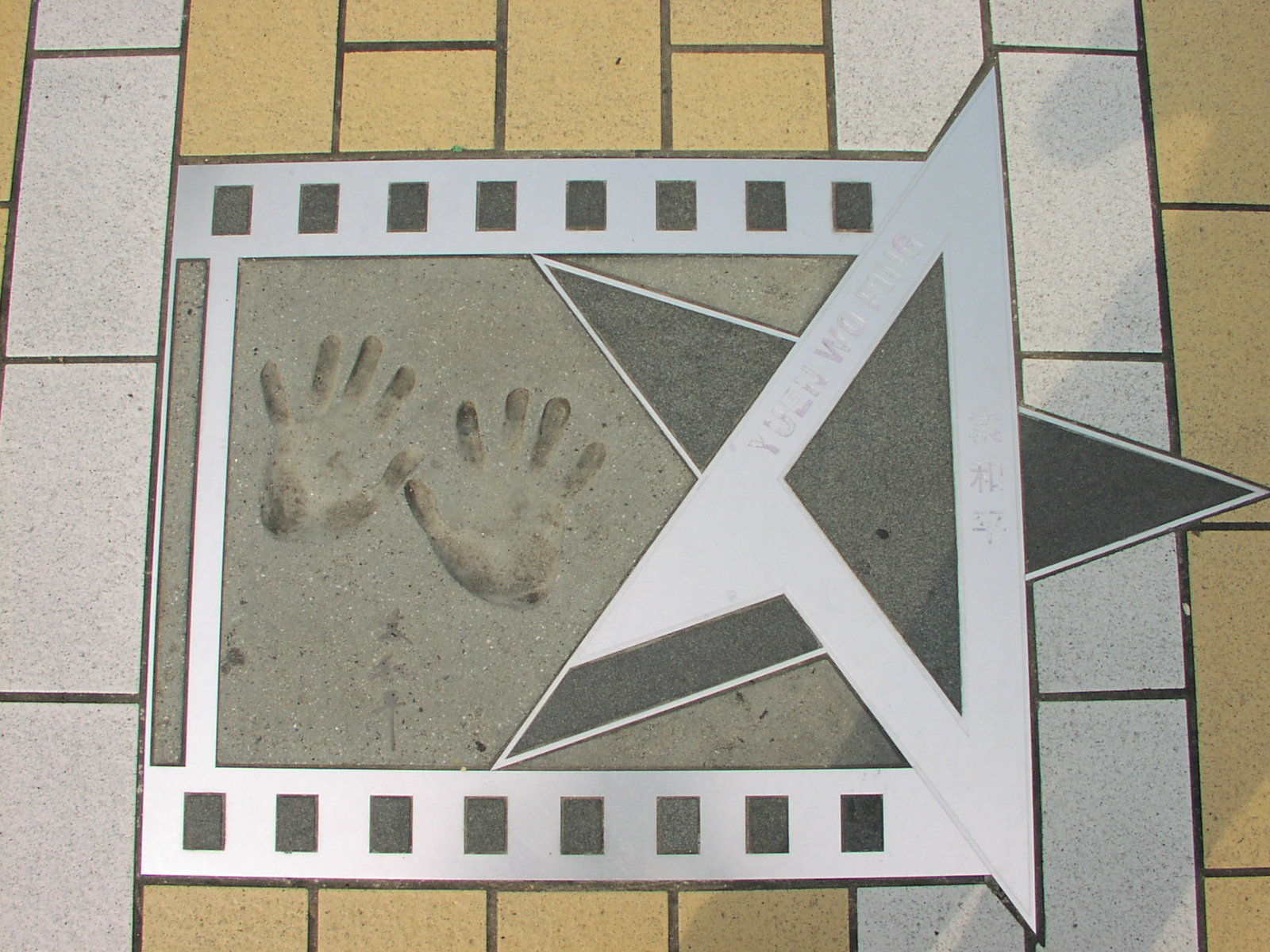
袁和平在香港星光大道的手印及簽名

### 擔任武術指導
- 黃飛鴻之二：男兒當自強（Once Upon a Time in China II）（1992年）
- 太極張三丰（The Tai-Chi Master）（1993年）
- 水浒传（連續劇）（1998年）
- 駭客任務（The Matrix）（1999年）
- 臥虎藏龍（2000年）
- 駭客任務：重裝上陣（The Matrix Reloaded）（2003年）
- 標殺令（Kill Bill Volume 1）（2003年）
- 駭客任務完結篇：最後戰役（The Matrix Revolutions）（2003年）
- 標殺令2（Kill Bill: Vol. 2）（2004年）
- 功夫（2004年）
- 精武家庭（House Of Fury）（2004年）
- 夜宴（2006年）
- 霍元甲（Fearless）（2006年）
- 功夫之王（The Forbidden Kingdom）（2008年）
- 一代宗師（The Grandmaster）（2013年）
- 惡戰（2014年）
- 葉問3（Ip Man 3）（2015）
- 臥虎藏龍：青冥寶劍(Crouching Tiger, Hidden Dragon: Sword of Destiny)（2016）
- 功守道（2017）
- 葉問4（2019)

### 导演作品
- 蛇形刁手（Snake in the Eagle's Shadow）（1978）
- 醉拳（1978）
- 南北醉拳（Dance of the Drunk Mantis）（1979）
- 林世榮（The Buddhist Fist）（1979）
- 佛掌羅漢拳（The Magnificent Butcher）（1980）
- 勇者無懼（Dreadnought）（1981）
- 霍元甲（Legend of a Fighter）（1982）
- 奇門遁甲（The Miracle Fighters）（1982）
- 天師撞邪（Shaolin Drunkard）（1983）
- 笑太極（Drunken Tai Chi）（1984）
- 情逢敵手（Mismatched Couples）（1985）
- 殭屍怕怕（The Close Encounter of Vampire）（1986）
- 特警屠龍（Tiger Cage）（1988）
- 皇家師姐IV直擊証人（In the Line of Duty 4）（1989）
- 洗黑錢（Tiger Cage II）（1990）
- 冷面狙擊手（Tiger Cage III）（1991）
- 太極張三豐（The Tai-Chi Master）（1993）
- 少年黃飛鴻之鐵馬騮（Iron Monkey）（1993）
- 蘇乞兒（Heroes Among Heroes）（1993）
- 火雲傳奇（Fire Dragon）（1994）
- 詠春（1994）
- 虎猛威龍（The Red-Wolf）（1995）
- 太極拳（Tai Chi II）（1996）
- 太極宗師（連續劇）（1997）
- 小李飛刀（連續劇）（2001合拍版）
- 蘇乞兒（True Legend）（2009）
- 臥虎藏龍：青冥寶劍（Crouching Tiger, Hidden Dragon II: Green Destiny）（2016）
- 奇門遁甲（2017）[2]
- 葉問外傳：張天志（2018）
- 七人乐队（2021）(合作夥伴：洪金寶，許鞍華，譚家明，杜琪峯，林嶺東，徐克)
- 镖人（英语：Biao Ren (film)）（TBA）

### 演出作品
- 圣诞快乐 饰 小鳳姊表哥   (1984年)
- 情逢敵手 飾 粵劇武生大眼（1985年）
- 東方禿鷹 飾 任人熙（1987年）
- 特警屠龍 飾 八爺  （1988年）
- 義膽群英 飾 江湖叔父(1989年)
- 一本漫畫闖天涯 飾 義哥（1990年）
- 妖獸都市 飾 加山隊長（1992年）
- 龍神太子 飾 龍爺（1992年）
- 霹靂嬌娃2：全速進攻 飾 山寨頭目（2003年）
- 一代宗師 飾 陳華順（2013年）

## 獎項

### 香港電影金像獎
| 年份   | 頒獎典禮             | 獎項         | 影片                 | 結果 |
| 1983年 | 第2屆香港電影金像獎  | 最佳動作指導 | 奇門遁甲             | 提名 |
| 1993年 | 第12屆香港電影金像獎 | 最佳動作指導 | 黃飛鴻之二男兒當自強 | 獲獎 |
| 1994年 | 第13屆香港電影金像獎 | 最佳動作指導 | 少年黃飛鴻之鐵馬騮   | 提名 |
| 1995年 | 第14屆香港電影金像獎 | 最佳動作指導 | 精武英雄             | 提名 |
| 1997年 | 第16屆香港電影金像獎 | 最佳動作指導 | 黑俠                 | 提名 |
| 2001年 | 第20屆香港電影金像獎 | 最佳動作設計 | 臥虎藏龍             | 獲獎 |
| 2001年 | 第20屆香港電影金像獎 | 專業精神獎   | 不適用               | 獲獎 |
| 2002年 | 第21屆香港電影金像獎 | 最佳動作指導 | 蜀山傳               | 提名 |
| 2005年 | 第24屆香港電影金像獎 | 最佳動作設計 | 功夫                 | 獲獎 |
| 2006年 | 第25屆香港電影金像獎 | 最佳動作指導 | 精武家庭             | 提名 |
| 2007年 | 第26屆香港電影金像獎 | 最佳動作設計 | 霍元甲               | 獲獎 |
| 2014年 | 第33屆香港電影金像獎 | 最佳動作設計 | 一代宗師             | 獲獎 |
| 2015年 | 第34屆香港電影金像獎 | 最佳動作指導 | 惡戰                 | 提名 |
| 2016年 | 第35屆香港電影金像獎 | 最佳動作設計 | 葉問3                | 提名 |
| 2020年 | 第39屆香港電影金像獎 | 最佳動作設計 | 葉問4：完結篇        | 獲獎 |
| 2023年 | 第41屆香港電影金像獎 | 最佳動作設計 | 七人樂隊             | 提名 |

### 金馬獎
| 年份   | 頒獎典禮     | 獎項         | 影片                 | 結果 |
| 1979年 | 第16屆金馬獎 | 最佳劇情片   | 醉拳                 | 提名 |
| 1992年 | 第29屆金馬獎 | 最佳武術指導 | 黃飛鴻之二男兒當自強 | 提名 |
| 1993年 | 第30屆金馬獎 | 最佳動作指導 | 太極張三豐           | 提名 |
| 2000年 | 第37屆金馬獎 | 最佳動作設計 | 臥虎藏龍             | 獲獎 |
| 2001年 | 第38屆金馬獎 | 最佳動作設計 | 蜀山傳               | 提名 |
| 2005年 | 第42屆金馬獎 | 最佳動作設計 | 功夫                 | 提名 |
| 2006年 | 第43屆金馬獎 | 最佳動作設計 | 霍元甲               | 提名 |
| 2013年 | 第50屆金馬獎 | 最佳動作設計 | 一代宗師             | 提名 |
| 2016年 | 第53屆金馬獎 | 最佳動作設計 | 葉問3                | 提名 |

### 亞洲電影大獎
| 年份   | 頒獎典禮           | 獎項       | 結果 |
| 2016年 | 第10屆亞洲電影大獎 | 終身成就獎 | 獲獎 |

## 外部連結
- 袁和平在互联网电影资料库（IMDb）上的資料（英文）
- 袁和平在香港影庫上的簡介
- 袁和平在豆瓣上的资料（简体中文）
- 袁和平在时光网上的簡介（简体中文）
- 在AllMovie上袁和平的頁面（英文）